# 全日本ジュニアバドミントン選手権大会
全日本ジュニアバドミントン選手権大会（ぜんにほん―せんしゅけんたいかい）は、日本バドミントン協会が主催するバドミントンの全国大会である。

## 概要
大会は毎年秋に持ち回りで開催。2020・21年は中止。
ジュニアの部とジュニア新人の部に分かれる。ジュニアの部は開催年度で満18歳未満で、全国高校総体・全国中学校大会上位者など、ジュニア新人の部は中学校2年生以下で全国小学生ABC大会2位以内または都道府県協会の推薦を受けた選手が対象となる。
ジュニアの部はJOCジュニアオリンピックカップも兼ねており、男女各シングルス優勝者にJOC杯が授与される。また、上位者は全日本総合バドミントン選手権大会に推薦される。

## 優勝選手
| 年度 | 回 | 男子シングルス | 女子シングルス     | 男子ダブルス          | 女子ダブルス        |
| ---- | -- | -------------- | ------------------ | --------------------- | ------------------- |
| 2024 | 43 | 西尾寿輝       | 永渕友梨華         | 吉次和義 根本舜生     | 上野優寿 伴野碧唯   |
| 2023 | 42 | 中静悠斗       | 松田仁衣菜         | 中静悠斗 松川健大     | 横内美音 平本梨々菜 |
| 2022 | 41 | 谷岡大后       | 遠藤美羽、宮崎友花 | 角田洸介 沖本優大     | 須藤海妃 山北奈緒   |
| 2021 | 40 | 中止           | 中止               | 中止                  | 中止                |
| 2020 | 39 | 中止           | 中止               | 中止                  | 中止                |
| 2019 | 38 | 内野陽太       | 高橋美優           | 町田脩太 永渕雄大     | 高橋美優 加藤佑奈   |
| 2018 | 37 | 秦野陸         | 郡司莉子           | 熊谷翔 藤澤佳史       | 鈴木陽向 大澤佳歩   |
| 2017 | 36 | 奈良岡功大     | 水井ひらり         | 中山裕貴 緑川大輝     | 齋藤夏 吉田瑠実     |
| 2016 | 35 | 奈良岡功大     | 髙橋明日香         | 金子真大 久保田友之祐 | 永井瀬雰 水井ひらり |
| 2015 | 34 | 渡邉航貴       | 海老原詩織         | 小野寺雅之 岡村洋輝   | 川島美南 上杉夏美   |
| 2014 | 33 | 渡辺勇大       | 川上紗恵奈         | 渡辺勇大 三橋健也     | 斉藤ひかり 曽根夏姫 |
| 2013 | 32 | 常山幹太       | 大堀彩             | 下農走 常山幹太       | 尾崎沙織 川島里羅   |
| 2013 | 31 | 中止           | 中止               | 中止                  | 中止                |
| 2012 | 30 | 井上拓斗       | 奥原希望           | 桃田賢斗 松居圭一郎   | 渡邉あかね 瀬川桃子 |